# Ida Schoeller
Ida Schoeller, geb. Schulz, auch Schoeller-Düren (* 3. März 1863 in Bonn; † 30. Oktober 1917 in Düren) war eine deutsche Bibliophile und Sammlerin illustrierter Bücher des 15.–19. Jahrhunderts. Mit der Ausstellung ihrer Bibliothek im Haus der Frau der BUGRA 1914 und dem dazu verfassten Katalog erhielt sie unter den deutschen Bibliophilen besonderes Ansehen.

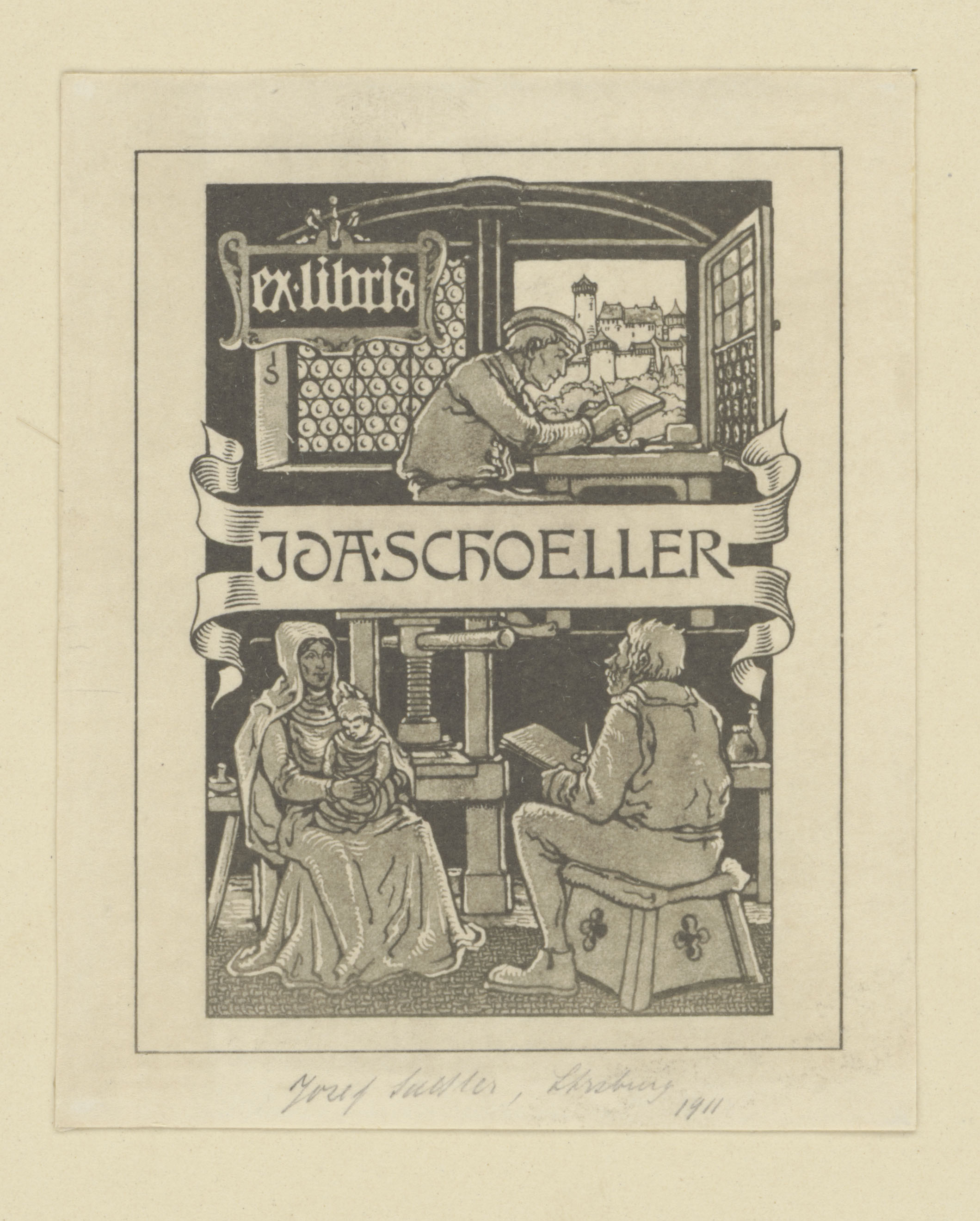
Ex libris Ida Schoeller, entworfen von Joseph Sattler 1911

## Leben
Ida Schulz entstammte einer rheinischen Kaufmannsfamilie und war die gemeinsame Tochter von Ida Emilie Bertha Schulz, geborene Möller (1834–1910), und dem Essener Fabrikbesitzer Eduard Schulz (1821–1866). Dieser gab seinen Kaufmannsberuf für die Malerei auf und starb, als Ida drei Jahre alt war. Daraufhin heiratete ihre Mutter den Schweden Sven Viktor Helander und übersiedelte mit ihrer Tochter nach Düsseldorf, wo Hellender als schwedisch-norwegischer Konsul arbeitete. Auch er betätigte sich als Maler, sodass Ida in früher Kindheit ihre Neigung zur Kunst entdeckte. Da ihre Eltern für die eigene Bibliothek sammelten, entwickelte Ida eine Begeisterung für alte Mönchsschriften, versuchte sich in der Nachbildung von Initialen und gestaltete einen Katalog für die elterliche Bibliothek.
Im Mai 1888 heiratete Ida Schulz den Papierfabrikanten Guido Schoeller, Sohn des Industriellen Felix Heinrich Schoeller. Ab diesem Zeitpunkt wohnte das Paar in Düren und baute sich ein Landhaus in Nideggen, wo die neu erworbenen Prachthandschriften ihren Platz fanden. Ida Schoeller vertiefte durch die Erwerbungen, die ihr Ehemann förderte, ihre Expertise für alte Buchkunst.
Am 30. Oktober 1917 verstarb sie im Alter von 54 Jahren an den Folgen einer Kohlenstoffdioxidvergiftung.

## Sammeltätigkeit
Nach dem Tod ihres Mannes 1898 professionalisierte Ida Schoeller ihre Sammeltätigkeit. 1903 erwarb sie ein Pergamentexemplar des Theuerdank in der Erstausgabe sowie einen Abdruck des Weißkunigs, die den Grundstock ihrer Sammlung bildeten. Zu dieser Zeit war sie die einzige Frau unter den deutschen Bibliophilen, die planmäßig wertvolle Bücher der Renaissance sammelten. Ihr Sammelschwerpunkt lag auf illustrierten deutschen Büchern ab dem 15. Jh., ebenso sammelte sie französische Werke des 18. und 19. Jh. sowie englische Werke, beispielsweise von der Kelmscott Press. Mithilfe befreundeter Kunsthistoriker und Bibliothekare und durch das Studium von Katalogen sammelte sie immer mehr Wissen im Bereich der  Buchkunst an und verfolgte Preisbewegungen bei antiquarischen Auktionen. Bis 1908 hatte sie in ihrem Haus in Düren eine der bedeutendsten und umfangreichsten Privatbibliotheken in Deutschland aufgebaut. Bei Reisen durch Europa erweiterte sie ihre Sammlung stetig und katalogisierte sie handschriftlich mit detaillierten bibliographischen und wissenschaftlichen Angaben.
In alle Bände setzte Schoeller eines ihrer drei Exlibris ein, die von Walter Leistikow, Joseph Sattler und Hans Kohlschein gestaltet worden waren.

## Ausstellungen
Erstmals stellte Ida Schoeller ihre Sammlung 1905 unter dem Titel „Die Kunst im Buchdruck des 15. Jahrhunderts“ im Leopold Hoesch Museum in Düren aus, zu der sie selbst den Katalog verfasste. 1912 folgte ein Einblick in ihre Holzschnittwerke des 15. und 16. Jh. auf der Ausstellung „Die Frau in Haus und Beruf“ in Berlin, die Sammlerinnen präsentierte. Weite Bekanntheit erlangte Schoeller 1914 durch die BUGRA, wo sie im Haus der Frau den ersten Vorsitz in der Abteilung Bibliophilie innehatte. Bei den gezeigten Werken lag der Schwerpunkt auf deutscher Illustration des 19. Jh., wobei sie auch 14 Werke zeigte, die von Frauen geschrieben und von Frauen gebunden waren, u. a. von Maria Lühr und dem Lette-Verein. Schoellers Bibliothek wurde in einem eigenen Raum mit Möbeln im Stil des Rokoko präsentiert, der nach ihren Vorgaben von Carl Wilhelm Schleicher entworfen worden war. Begleitend veröffentlichte sie 1915 einen ausführlichen, wissenschaftlichen Katalog mit zahlreichen Abbildungen, den sie der Gesellschaft der Bibliophilen vorlegte.
Ihr Nachlass, der neben Düsseldorfer Illustratoren auch Werke von Lovis Corinth, Max Slevogt, Gustav Doré und William Morris enthielt, wurde nach ihrem Tod 1921 durch das Antiquariat von Joseph Baer in Frankfurt a. M. versteigert. Hierzu erschien ein eigener Katalog, der auf Ida Schoellers handschriftlichen Notizen basierte.

## Publikationen
- Ida Schoeller: Die Kunst im deutschen Buchdruck. Aus der Sammlung Ida Schoeller in Düren, ausgestellt in der Gruppe Bibliophilie der Weltausstellung für Buchgewerbe und Graphik. Gesellschaft der Bibliophilen, Weimar 1915.[9]
- Ida Schoeller: Noch ein Exlibris von Walter Leistikow. In: Zeitschrift für Bücherfreunde. Band 9, 1918, S. 239–240.[4]